# Passiflora deltoifolia
Passiflora deltoifolia Holm-Niels. & Lawesson – gatunek rośliny z rodziny męczennicowatych (Passifloraceae Juss. ex Kunth in Humb.). Występuje endemicznie na zachodnich stokach Andów w Ekwadorze.
Znany jest tylko z opisanego okazu w 1980 roku. 

## Rozmieszczenie geograficzne
Rośnie endemicznie na zachodnich stokach Andów w Ekwadorze w prowincji Napo.

## Morfologia
PokrójPnącze.

## Biologia i ekologia
Występuje w niższych lasach andyjskich na wysokości 1800–1900 m n.p.m. Gatunek prawdopodobnie występuje na jednym lub więcej chronionym obszarze (rezerwaty ekologiczne Cayambe Coca i Antisana oraz Park Narodowy Sumaco Napo Galeras), chyba że jego zasięg jest ograniczony do małego obszaru w dolinie między miastami Baeza i Cosanga.

## Ochrona
W Czerwonej księdze gatunków zagrożonych został zaliczony do kategorii VU – gatunków narażonych na wyginięcie. Jedynym zagrożeniem jest niszczenie naturalnych siedlisk.